# Pedro Lorenzo Raggio
Pedro Lorenzo Raggio (24 de março de 1892 - 26 de abril de 1966) foi um influente industrial e banqueiro brasileiro, amplamente reconhecido por seu papel nas finanças e na indústria do Brasil durante o século XX. Naturalizado brasileiro, Raggio destacou-se em diversos setores, incluindo o desenvolvimento da Loteria Federal do Brasil e sua atuação em importantes empresas industriais e financeiras. Ele foi sócio e um dos principais executivos da Refinaria de Petróleo de Manguinhos S.A., que, obteve quase o monopólio do fornecimento para o Distrito Federal na década de 50.  Além disso, era amplamente reconhecido como "Turfman"  devido ao seu envolvimento nas corridas de cavalos.

## Biografia
Pedro Lorenzo Raggio nasceu em Paso de Los Libres, Província de Corrientes, Argentina, e foi batizado em maio de 1892. Em 17 de agosto de 1939, Raggio foi naturalizado brasileiro, o que fomentou sua influência crescente no país. Casou-se com Henriqueta Proost de Camargo em 12 de fevereiro de 1942, em uma cerimônia celebrada no Rio de Janeiro.

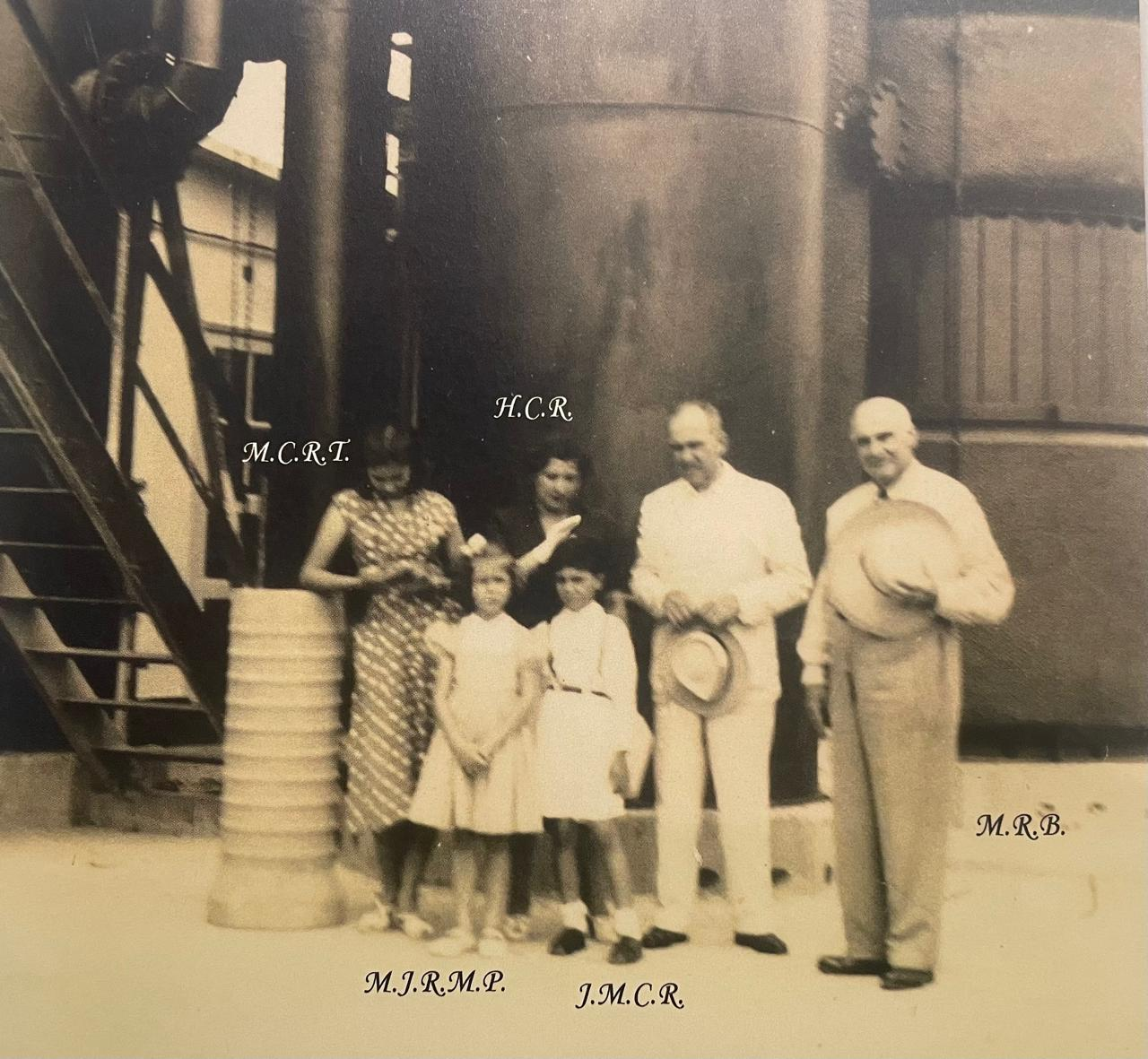
Pedro Lorenzo Raggio e família na Refinaria de Manguinhos

## Carreira
Raggio exerceu cargos de destaque em diversas empresas ao longo de sua carreira e foi acionista em várias iniciativas no Brasil. Algumas das principais empresas nas quais ele teve papel significativo incluem:
- Loteria Federal do Brasil: Raggio foi acionista e atuou como diretor-tesoureiro desta instituição, sua gestão é marcada pela credibilidade e inovação, especialmente no rápido pagamento de prêmios.[8][9][10][11]
- Refinaria de Petróleo de Manguinhos S.A.: Pedro Raggio foi sócio e um dos principais executivos desta refinaria, que obteve quase o monopólio do fornecimento de petróleo e derivados para o Distrito Federal. [3] Seu envolvimento nessa empresa foi parte de um grupo que começou na concessão da Loteria Federal, e Raggio, junto a figuras influentes como Batista Pereira, foi fundamental para o sucesso da refinaria.[12][13][14]
- Companhia Brasileira de Mineração S.A.: Raggio atuou como acionista e diretor, contribuindo para o desenvolvimento do setor mineral no Brasil.[15]
- Companhia Brasileira de Produtos de Aço: Participou como acionista e diretor, envolvendo-se na indústria siderúrgica, essencial para a infraestrutura do país.[16]
- Sindapar S.A. (Usina Siderúrgica e Laminadora Nossa Senhora Aparecida): Raggio foi acionista e membro do conselho fiscal desta empresa, que desempenhou um papel fundamental na indústria de aço do Brasil. A Sindapar foi concebida para atender à crescente demanda por produtos siderúrgicos no país.[17][18]
- Construtora: Raggio também teve uma construtora, contribuindo para o desenvolvimento imobiliário no Brasil..[19]

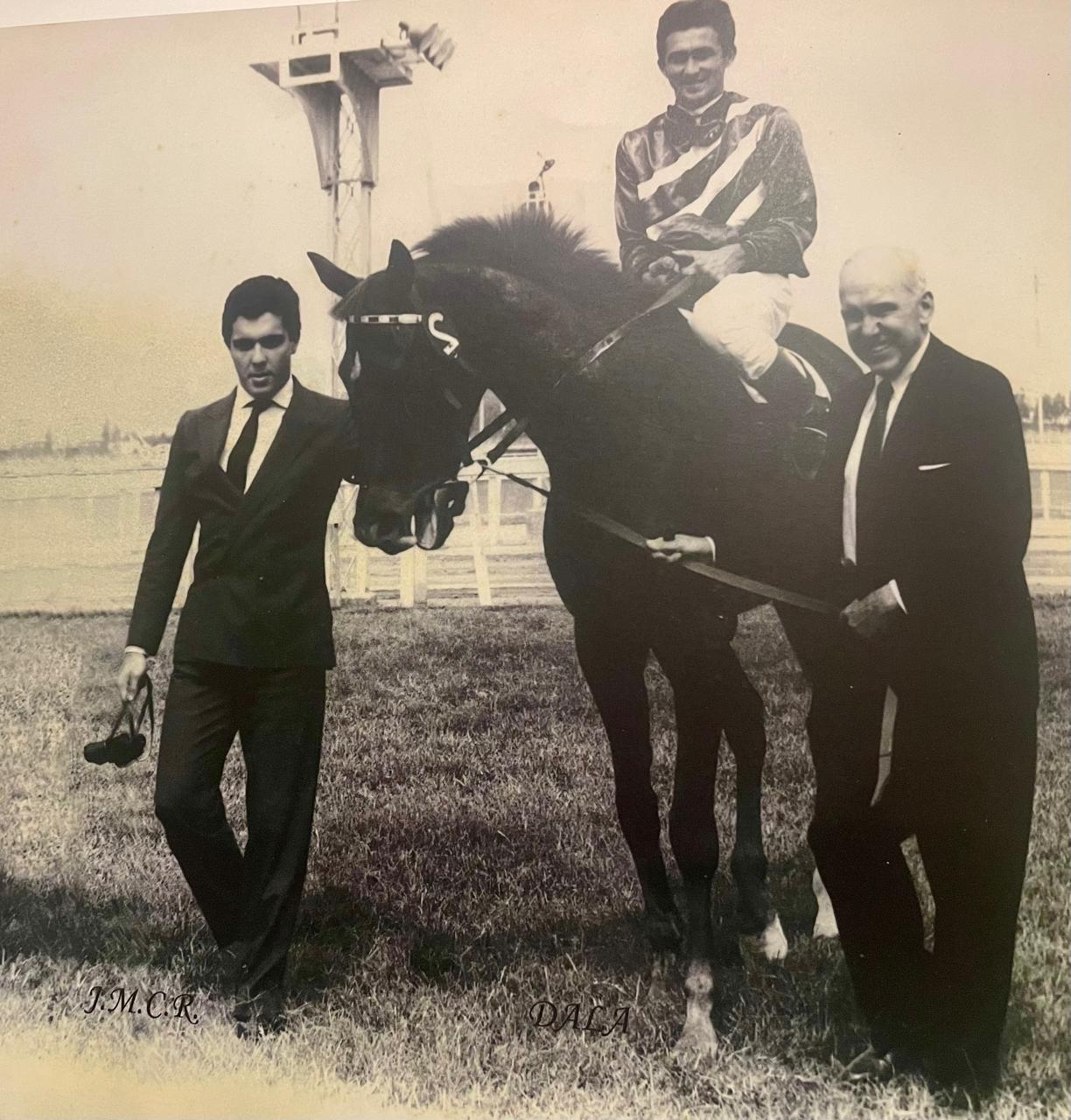
Pedro Lorenzo Raggio com seu filho José Mariano Camargo Raggio comemorando uma vitória no Jockey Club do RJ.

## Participação no Turf
Raggio era conhecido como "Turfman" devido à sua intensa participação nas corridas de cavalos no Brasil. Ele se destacou como
proprietário de cavalos de corrida e foi uma figura ativa no Jockey Club, sendo da diretoria da Associação de Proprietários de Cavalos de Corrida, contribuindo significativamente para a promoção e desenvolvimento do turf no país. As corridas de cavalos eram uma importante paixão para Raggio, refletindo seu amor pelo esporte e pelo entretenimento relacionado a ele.

## Participação em Instituições Bancárias
Pedro Raggio teve um papel significativo em várias instituições bancárias ao longo de sua carreira. Entre os bancos e instituições financeiras em que atuou, destacam-se: 
- Banco Porto Alegrense: Raggio foi eleito Diretor do Banco Porto Alegrense, uma posição que lhe permitiu influenciar as políticas financeiras locais.
- Banco dos Estados: Raggio integrou o conselho fiscal desse banco e foi acionista da instituição em várias épocas, contribuindo para sua administração e expansão.
- Banco do Comércio: Atuou como Diretor-Tesoureiro e posteriormente como Vice-presidente, onde suas habilidades financeiras foram essenciais para a gestão da instituição, além de ser acionista.[24]
- Banco Continental: Raggio passou a integrar o conselho consultivo e era acionista do banco, fornecendo insights estratégicos para sua operação.[25]

## Patrimônio Imobiliário e Homenagens
Pedro Raggio também é lembrado pelo legado imobiliário que deixou em Copacabana e Flamengo, onde construiu três edifícios que ainda existem hoje. Um desses prédios foi nomeado em sua homenagem, enquanto outros dois foram batizados em homenagem aos seus filhos: José Mariano e Maria José. Esses edifícios permaneceram como testemunho do impacto duradouro que Raggio teve na arquitetura e desenvolvimento urbano da região.

## Contribuições e Legado
Raggio foi ativo em filantropia e iniciativas sociais, como evidenciado por suas doações para diversas instituições de caridade, em destaque a construção de uma maternidade e as contribuições para a Casa da Providência de Petrópolis. Suas ações sociais foram reconhecidas e respeitadas em diversos círculos da sociedade carioca.
Ele teve uma participação significativa em eventos sociais relevantes e foi membro de conselhos de administração e conselhos fiscais de diversas empresas, destacando sua posição de influência no mundo financeiro e empresarial.

## Relações com Presidentes do Brasil
Ao longo de sua vida, Pedro Raggio esteve associado com destacadas figuras políticas do Brasil:
- Getúlio Vargas: Durante a presidência de Getúlio Vargas, a Loteria Federal, então sob sua administração, alinhou-se com políticas sociais defendidas pelo governo, que foi amplamente elogiada pelo governo. [43][44]
- Café Filho: Em 1955, organizou um almoço em Petrópolis para comemorar o aniversário do então Presidente Café Filho.[45]
- Castelo Branco: Em 1964, no meio da revolução, o então presidente Castelo Branco, participou do casamento de sua filha Maria José com Marcos Magalhães Pinto, filho de Magalhães Pinto, Governador de Minas Gerais.[46] Raggio também se encontrou com o presidente durante as comemorações do dia de Tiradentes em Ouro Preto, onde esteve acompanhado de sua filha.[47]

## Vida Pessoal
Pedro Raggio foi pai de dois filhos, José Mariano Camargo Raggio e Maria José, ambos integrados em famílias de destaque social e econômico no Brasil. Sua enteada, Maricy Trussardi, ganhou destaque na sociedade brasileira, consolidando ainda mais a influência social da família. Maricy foi eleita mãe do ano em 1961.

## Morte
Pedro Lorenzo Raggio faleceu em 26 de abril de 1966, no Rio de Janeiro, deixando um legado duradouro no setor industrial e financeiro brasileiro. Sua contribuição para o desenvolvimento econômico e social do Brasil continua a ser lembrada.